# Bartschia frumari
Bartschia frumari is een soort in de klasse van de Gastropoda (Slakken).
Het dier komt uit het geslacht Bartschia en behoort tot de familie Buccinidae. Bartschia frumari werd in 2008 beschreven door Garcia.